# Aner Å

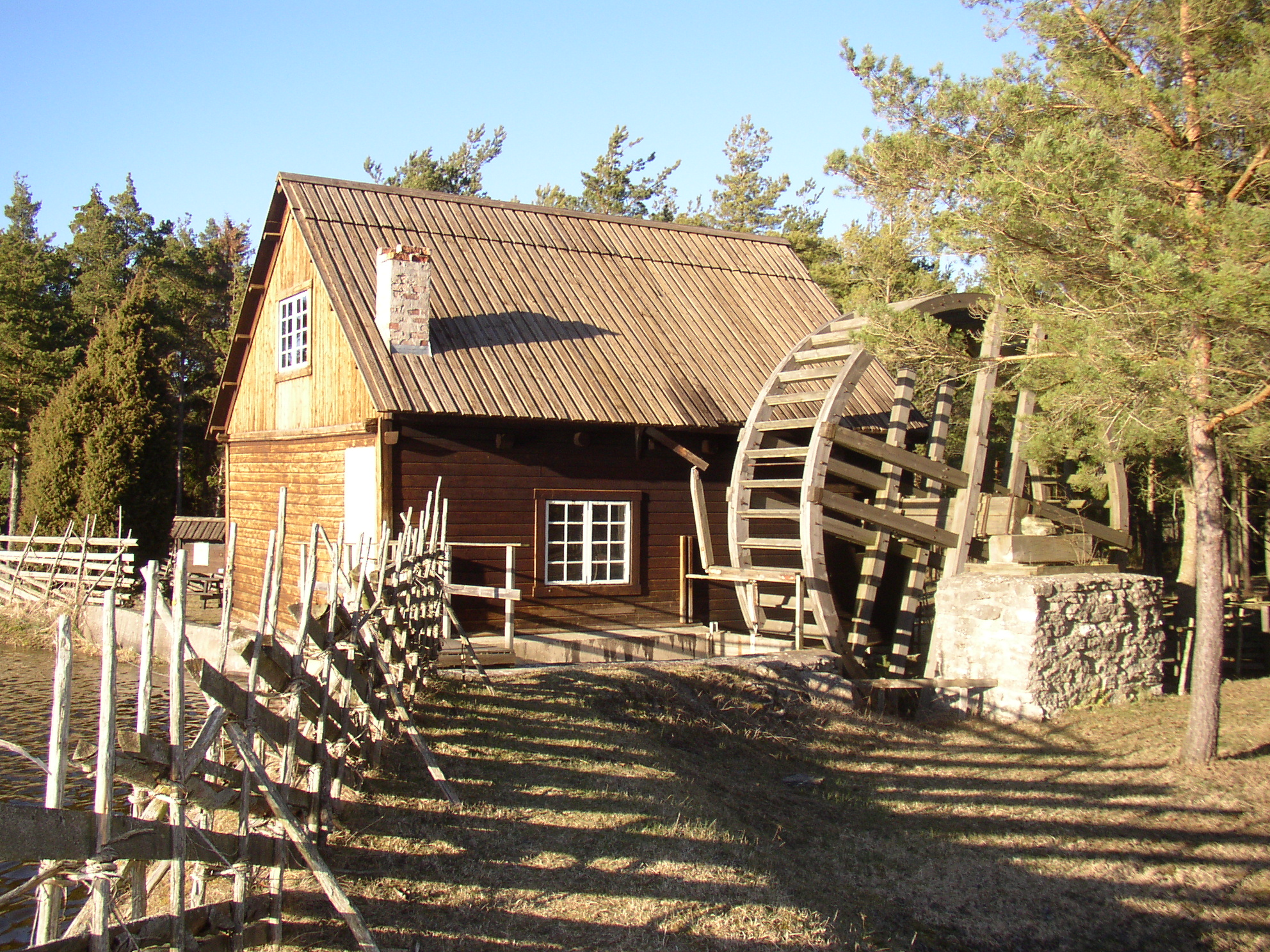
Watermolen van Aner te Boge

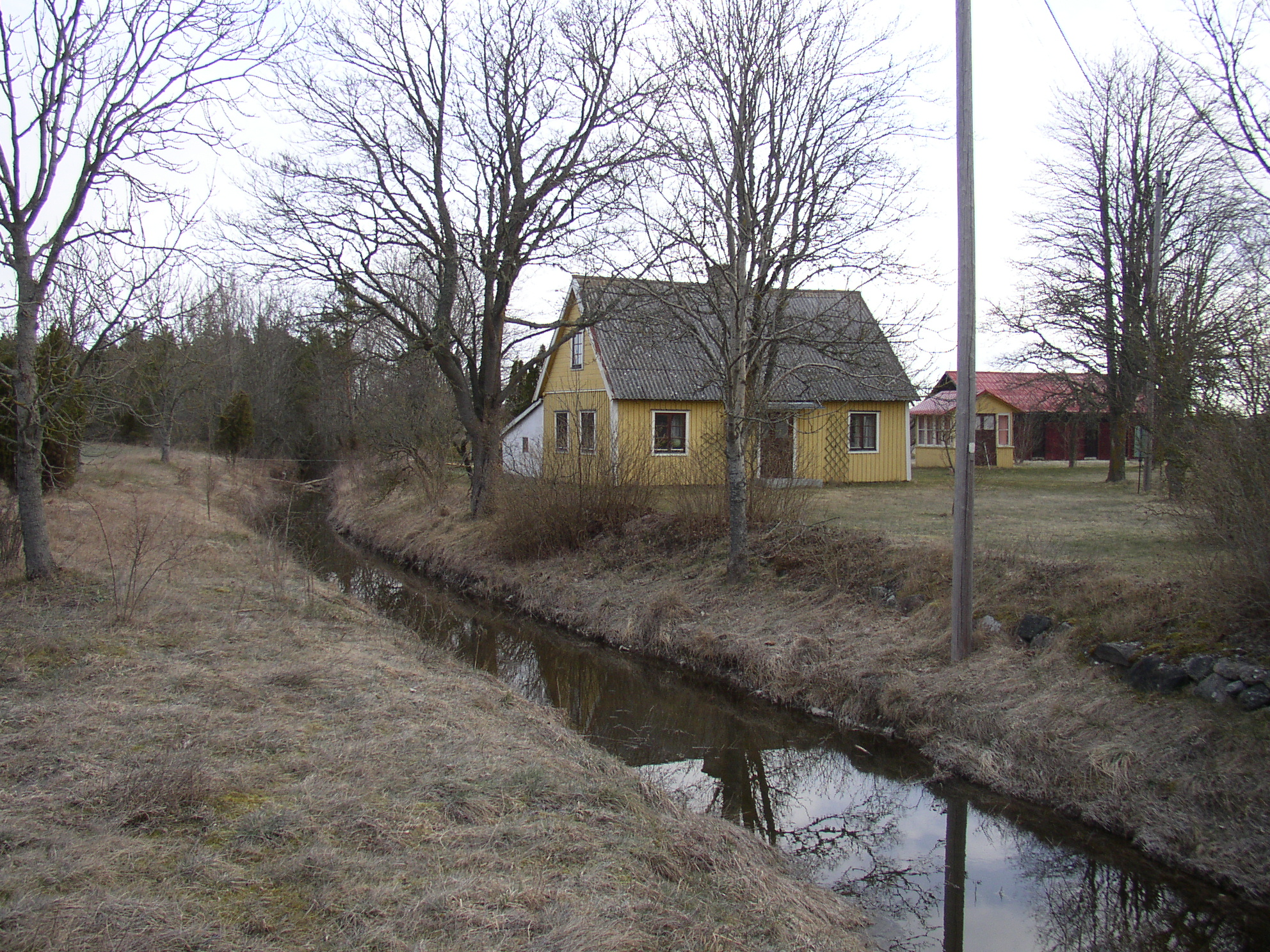
De Aner Å

Aner Å is een beek in het noordoosten van Gotland in Zweden.
Deze beek bevat vooral in het voorjaar (door het smelten van de sneeuw) en in het najaar water. Vroeger had deze beek een aanzienlijk economisch belang omdat het de stromingsenergie leverde voor een aantal watermolens. Van deze watermolens is de watermolen van Aner nog in gebruik als toeristische attractie. Eéns per jaar op eerste paasdag wordt er graan gemalen. De beek ontspringt in een bosgebied, File Hajdar en mondt uit in een meer, Bogeviken. 
Dit meer is via de zogenaamde Sjuströmmar met de Oostzee verbonden. Door het plotselinge karakter van het smelten van de sneeuw in het voorjaar kan de beek af en toe overstromen.